# 1202
Il 1202 (MCCII in numeri romani) è un anno  del XIII secolo.

## Eventi
- In Cina un incendio distrugge il tempio della Nuvola Bianca, situato a Pechino. L'edificio di culto taoista sarà ricostruito solo nel 1224, quando acquisirà il nome che conserva tutt'oggi.
- Il 13 maggio si celebra il concordato di Terrarossa, con il cui atto si decisero le vertenze fra il Vescovo di Luni e i Marchesi Malaspina da una parte e i nobili di Vezzano dall'altra.
- 20 maggio - Terremoto della Siria del 1202,  uno scorrimento nella zona delle faglie del Mediterraneo orientale provoca un maremoto che devasta Grecia, Turchia, Egitto, Sicilia, Siria ed Palestina. Dalla documentazione storica si evince che le vittime siano state circa 1.200.000, stima che, se confermata, proietterebbe questo cataclisma al vertice degli eventi catastrofici naturali.
- Parte la Quarta Crociata. Il 24 novembre cade la città di Zara, assediata da Crociati e soldati della Repubblica di Venezia.

## Nati
- 2 giugno - Margherita II di Fiandra, nobile fiamminga († 1280)
- Eleonora di Castiglia, sovrana spagnola († 1244)
- Guglielmo di Saint-Amour, teologo e filosofo francese († 1272)
- Muhammad ibn Abd Al-Haqq, sultano († 1244)
- Mōri Suemitsu, militare giapponese († 1247)
- Alfonso di Molina, nobile († 1272)

## Morti
- 9 gennaio - Birger Brosa, militare svedese
- 9 marzo - Sverre I di Norvegia, sovrano norvegese (n. 1145)
- 13 marzo - Miecislao III di Polonia, nobile polacco (n. 1121)
- 30 marzo - Gioacchino da Fiore, abate, teologo e filosofo italiano
- 2 maggio - Folco di Neuilly, religioso francese
- 10 maggio - Mu'adzam Shah di Kedah, sovrano malese
- 16 giugno - Ademaro III d'Angoulême, conte
- 9 agosto - Jakuren, poeta giapponese (n. 1139)
- 10 agosto - Ulrico II di Carinzia, nobile tedesco
- 17 agosto - Alberto da Chiatina, religioso italiano (n. 1135)
- 7 settembre - Guglielmo dalle Bianche Mani, cardinale e arcivescovo cattolico francese (n. 1135)
- 12 novembre - Canuto VI di Danimarca, re (n. 1163)
- 3 dicembre - Corrado di Querfurt, vescovo cattolico tedesco
- 8 dicembre - Sofia di Savoia, nobildonna italiana (n. 1165)
- Eugenius Amiratus, traduttore italiano
- Corrado di Urslingen, politico tedesco
- Geoffroy de Donjon, francese
- Ioscio di Tiro, arcivescovo cattolico
- Kojijū, poeta giapponese (n. 1121)
- Inge Magnusson, nobile norvegese
- Pedro Manrique de Lara, nobile spagnolo
- Marcovaldo di Annweiler, romano
- Montefeltrano I da Montefeltro, condottiero e politico italiano
- Reginaldo de Grenier, cavaliere medievale francese
- Hamelin de Warenne, cavaliere medievale e nobile inglese
- Aimaro Monaco dei Corbizzi, patriarca cattolico, scrittore e poeta italiano
- Andrea di Chavigny, militare francese (n. 1150)

## Calendario
| Calendario 1202 | Calendario 1202 | Calendario 1202 | Calendario 1202 | Calendario 1202 | Calendario 1202 | Calendario 1202 | Calendario 1202 | Calendario 1202 | Calendario 1202 | Calendario 1202 | Calendario 1202 | Calendario 1202 | Calendario 1202 | Calendario 1202 | Calendario 1202 | Calendario 1202 | Calendario 1202 | Calendario 1202 | Calendario 1202 | Calendario 1202 | Calendario 1202 | Calendario 1202 | Calendario 1202 | Calendario 1202 | Calendario 1202 | Calendario 1202 | Calendario 1202 | Calendario 1202 | Calendario 1202 | Calendario 1202 | Calendario 1202 | Calendario 1202 |
| --------------- | --------------- | --------------- | --------------- | --------------- | --------------- | --------------- | --------------- | --------------- | --------------- | --------------- | --------------- | --------------- | --------------- | --------------- | --------------- | --------------- | --------------- | --------------- | --------------- | --------------- | --------------- | --------------- | --------------- | --------------- | --------------- | --------------- | --------------- | --------------- | --------------- | --------------- | --------------- | --------------- |
|                 | 1               | 2               | 3               | 4               | 5               | 6               | 7               | 8               | 9               | 10              | 11              | 12              | 13              | 14              | 15              | 16              | 17              | 18              | 19              | 20              | 21              | 22              | 23              | 24              | 25              | 26              | 27              | 28              | 29              | 30              | 31              |                 |
| Gennaio         | Ma              | Me              | Gi              | Ve              | Sa              | Do              | Lu              | Ma              | Me              | Gi              | Ve              | Sa              | Do              | Lu              | Ma              | Me              | Gi              | Ve              | Sa              | Do              | Lu              | Ma              | Me              | Gi              | Ve              | Sa              | Do              | Lu              | Ma              | Me              | Gi              |                 |
| Febbraio        | Ve              | Sa              | Do              | Lu              | Ma              | Me              | Gi              | Ve              | Sa              | Do              | Lu              | Ma              | Me              | Gi              | Ve              | Sa              | Do              | Lu              | Ma              | Me              | Gi              | Ve              | Sa              | Do              | Lu              | Ma              | Me              | Gi              |                 |                 |                 |                 |
| Marzo           | Ve              | Sa              | Do              | Lu              | Ma              | Me              | Gi              | Ve              | Sa              | Do              | Lu              | Ma              | Me              | Gi              | Ve              | Sa              | Do              | Lu              | Ma              | Me              | Gi              | Ve              | Sa              | Do              | Lu              | Ma              | Me              | Gi              | Ve              | Sa              | Do              |                 |
| Aprile          | Lu              | Ma              | Me              | Gi              | Ve              | Sa              | Do              | Lu              | Ma              | Me              | Gi              | Ve              | Sa              | Do              | Lu              | Ma              | Me              | Gi              | Ve              | Sa              | Do              | Lu              | Ma              | Me              | Gi              | Ve              | Sa              | Do              | Lu              | Ma              |                 |                 |
| Maggio          | Me              | Gi              | Ve              | Sa              | Do              | Lu              | Ma              | Me              | Gi              | Ve              | Sa              | Do              | Lu              | Ma              | Me              | Gi              | Ve              | Sa              | Do              | Lu              | Ma              | Me              | Gi              | Ve              | Sa              | Do              | Lu              | Ma              | Me              | Gi              | Ve              |                 |
| Giugno          | Sa              | Do              | Lu              | Ma              | Me              | Gi              | Ve              | Sa              | Do              | Lu              | Ma              | Me              | Gi              | Ve              | Sa              | Do              | Lu              | Ma              | Me              | Gi              | Ve              | Sa              | Do              | Lu              | Ma              | Me              | Gi              | Ve              | Sa              | Do              |                 |                 |
| Luglio          | Lu              | Ma              | Me              | Gi              | Ve              | Sa              | Do              | Lu              | Ma              | Me              | Gi              | Ve              | Sa              | Do              | Lu              | Ma              | Me              | Gi              | Ve              | Sa              | Do              | Lu              | Ma              | Me              | Gi              | Ve              | Sa              | Do              | Lu              | Ma              | Me              |                 |
| Agosto          | Gi              | Ve              | Sa              | Do              | Lu              | Ma              | Me              | Gi              | Ve              | Sa              | Do              | Lu              | Ma              | Me              | Gi              | Ve              | Sa              | Do              | Lu              | Ma              | Me              | Gi              | Ve              | Sa              | Do              | Lu              | Ma              | Me              | Gi              | Ve              | Sa              |                 |
| Settembre       | Do              | Lu              | Ma              | Me              | Gi              | Ve              | Sa              | Do              | Lu              | Ma              | Me              | Gi              | Ve              | Sa              | Do              | Lu              | Ma              | Me              | Gi              | Ve              | Sa              | Do              | Lu              | Ma              | Me              | Gi              | Ve              | Sa              | Do              | Lu              |                 |                 |
| Ottobre         | Ma              | Me              | Gi              | Ve              | Sa              | Do              | Lu              | Ma              | Me              | Gi              | Ve              | Sa              | Do              | Lu              | Ma              | Me              | Gi              | Ve              | Sa              | Do              | Lu              | Ma              | Me              | Gi              | Ve              | Sa              | Do              | Lu              | Ma              | Me              | Gi              |                 |
| Novembre        | Ve              | Sa              | Do              | Lu              | Ma              | Me              | Gi              | Ve              | Sa              | Do              | Lu              | Ma              | Me              | Gi              | Ve              | Sa              | Do              | Lu              | Ma              | Me              | Gi              | Ve              | Sa              | Do              | Lu              | Ma              | Me              | Gi              | Ve              | Sa              |                 |                 |
| Dicembre        | Do              | Lu              | Ma              | Me              | Gi              | Ve              | Sa              | Do              | Lu              | Ma              | Me              | Gi              | Ve              | Sa              | Do              | Lu              | Ma              | Me              | Gi              | Ve              | Sa              | Do              | Lu              | Ma              | Me              | Gi              | Ve              | Sa              | Do              | Lu              | Ma              |                 |